# 벨기에 북프랑스 군정청
벨기에 북프랑스 군정청(독일어: Militärverwaltung in Belgien und Nordfrankreich 밀리테르버발퉁 인 벨긴 운트 노르트프랑크라이히[*], 프랑스어: Administration militaire de la Belgique et du Nord de la France 어드민이스트라시옹 밀리테리에 데 라 벨지크 에트 두 노드 데 나 프랑스[*])은 제2차 세계 대전 당시 오늘날의 벨기에와 프랑스 노르주 및 파드칼레주에 해당하는 지역에 설치된 나치 독일의 지배기구이다. 프랑스 북해안과 동해안 사이의 좁은 지협 지형인 금지구역도 벨기에 군정청의 관할이었다. 1944년 7월 친위대 측에서 군정을 민정(국가판무관부)으로 전환할 것을 제안했고, 1942년 가을부터 일찌감치 그럴 준비가 되어 있던 히틀러가 승인함으로써 군정청은 해체되고 벨기에 북프랑스 국가판무관부로 계승되었다.